# Minnesota North Stars
I Minnesota North Stars furono una squadra di hockey su ghiaccio statunitense, che militò nella National Hockey League per 26 stagioni, dal 1967 al 1993. Sede della squadra era il Met Center di Bloomington (Minnesota) e i suoi colori sociali erano il verde, il giallo oro e il bianco.

## Storia
Disputò 2062 partite ufficiali e partecipò ai play-off 15 volte, comprese due partecipazioni alla fase finale della Stanley Cup. Fallì nel 1993 e i suoi diritti di franchigia  furono trasferiti a Dallas, in Texas, per dare vita ai Dallas Stars.